# France miniature
France miniature es un parque situado cerca de París, en Élancourt, en el departamento de Yvelines, abierto desde 1991.
Allí se encuentran reproducciones en miniatura de 116 monumentos y lugares franceses, a escala 1/30 en un espacio de cinco hectáreas ordenado en forma de mapa de Francia con estanques en el lugar que ocupan los mares y océanos que bordean el Hexágono, así como la isla de Córcega (las distancias de las costas en France Miniature no respetan la escala).
El parque está surcado por numerosas vías férreas en miniatura sobre las que circulan trenes compuestos de maquetas que reproducen verdaderos trenes de la SNCF (TGV, trenes Corail…).
Desde 2004, el parque está dotado de una zona de atracciones reservada a los niños. Las diferentes actividades han sido instaladas por la empresa alemana Heege Freizeittechnik. La concepción de la zona y la escenografía es obra de Jean-Marc Toussaint.